# トニー・カレンティ
トニー・カレンティ(Tony Currenti) は、イタリア系オーストラリア人のドラマー。オーストラリアのハード・ロック・バンド AC/DCの1975年のデビュー・アルバム『ハイ・ヴォルテージ』のレコーディングに際して、セッション・ドラマーとして参加したことで知られる。当時、バンドのドラマーはピーター・クラックだったが、ドラム・パートの大部分はカレンティが録音した。その後バンドは、クラックを解雇し、後任にはフィル・ラッドを採用した。カレンティが演奏したトラックは、1976年の国際版の『ハイ・ヴォルテージ』にも、2曲が収録されている。
なお、カレンティは、オーストラリアのバンドThe 69'ersのメンバーとして、2枚のアルバムに参加している。